# Commanderie des Moulins
La commanderie des Moulins est située à Bournand, à 5 km de Loudun, dans le département de la Vienne en Nouvelle-Aquitaine.

## Historique
Elle figure dans le capitulaire de la Coudrie en 1216.
Elle dépendait des Templiers de l'Ile-Bouchard puis a été rattachée aux Hospitaliers de l'ordre de Saint-Jean de Jérusalem de Loudun.
Elle connut un lent déclin, mais au XVIIIe siècle, la chapelle possédait encore une partie de sa nef. Elle a été restaurée en 1873 puis à la fin du XXe siècle.

## Description
De la commanderie des Moulins en ruines, il ne subsiste que le logis, le cellier voûté et le chœur de la chapelle restaurée à plusieurs reprises.
Le logis, comporte deux grandes pièces principales desservies par un couloir et un escalier à vis pour rejoindre l'étage. Une annexe moderne va du logis aux ruines du cellier, construction rectangulaire aux murs de 2,5 mètres d'épaisseur, couverte d'un berceau brisé.
Le chœur de la chapelle est de plan carré, à extérieur sobre, percé de fenêtres hautes et étroites. Les angles sont renforcés d'importants contreforts.   
L'intérieur en croisées d'ogives est caractéristique du gothique angevin. Les sculptures de personnages sont de très grande qualité. 
La chapelle a été classée et la façade et la toiture du logis d'habitation ont été inscrits comme monument historique 18 janvier 1963 et en complément la parcelle de terre plantée de tilleuls dans le parc a été inscrite par arrêté du 11 février 1963.

## Commandeurs templiers
| Nom du commandeur | Dates |
|                   |       |
|                   |       |
|                   |       |
|                   |       |
|                   |       |

## Commandeurs hospitaliers
| Nom du commandeur | Dates |
|                   |       |
|                   |       |
|                   |       |
|                   |       |
|                   |       |